# Gibraltarische Badminton-Mannschaftsmeisterschaft
Gibraltarische Badminton-Mannschaftsmeisterschaften werden seit 1989 ausgetragen.

## Die Titelträger
| Saison    | Sieger            |
| --------- | ----------------- |
| 1989      | Reliance Devils   |
| 1990      | Reliance Devils   |
| 1994      | Los Supos         |
| 1995      | Gibralflora       |
| 1996      | Gibralflora       |
| 1997      | Gibralflora       |
| 1998      | Gibralflora       |
| 1999      | Autosport         |
| 2000      | Gibralflora       |
| 2001      | Elite             |
| 2002      | Charlie’s Tavern  |
| 2003      | Gibralflora       |
| 2004      | Gibralflora       |
| 2005      | Remington Rockets |
| 2006      | Gibralflora       |
| 2007      | Gibralflora       |
| 2008      | Gibralflora White |
| 2009      | Gibralflora       |
| 2010      | Gibralflora       |
| 2011      | Gibralflora       |
| 2012      | Gibralflora       |
| 2013      | Gibralflora       |
| 2014      | Jyske Bank        |
| 2015      | Jyske Bank        |
| 2016      | Jyske Bank        |
| 2017      | Gibralflora       |
| 2018      | Gibralflora       |
| 2019      | Translube         |
| 2020      | nicht ausgetragen |
| 2021 2024 | keine Daten       |